# Orfeo Crosa
Orfeo Crosa Nogara (* im 20. Jahrhundert) ist ein uruguayischer Botaniker. Sein botanisch-mykologisches Autorenkürzel lautet „Crosa“.
Crosa forscht und lehrt als Professor im Departamento de Biología Vegetal an der landwirtschaftswissenschaftlichen Fakultät der Universidad de la República. Die im Nordwesten Uruguays entdeckte Art Herbertia crosae aus der Familie der Schwertliliengewächse trägt seinen Namen.
Taxonomisch hat er sich mit den Lauchgewächsen (Allioideae), einer Unterfamilie der Amaryllidaceae, beschäftigt: 1975 beschrieb er die neue Gattung Zoellnerallium (damals nur mit einer Art, Zoellnerallium andinum), und 2004 beschrieb er zwei neue Arten der Gattung Nothoscordum, Nothoscordum izaguirreae und Nothoscordum marchesii.